# Torre del Rellotge (Sants)
La Torre del Rellotge o Casa del Rellotge, popularment coneguda també com a Cal Dimoni, és una antiga masia de Sants, catalogada com a bé cultural d'interès local. Actualment depèn del Centre Cívic Cotxeres de Sants.

## Història
Construïda el segle xiv sobre el turó on es troba el nucli històric de Sants, havia estat la casa dels masovers d'un gran casal gòtic anomenat Torre d'en Llull o de Sants, propietat de la familia Llull, on es van hostatjar persones il·lustres com la reina Margarida de Prades o el rei Felip V i després es va convertir en convent.
A l'arxiu de la Parròquia del Pi es conserva un testament del 10 d'octubre del 1850 del notari Josep Fèlix Navarro-Mas i Avellà (nebot del terratinent de Sants Josep Albert Navarro-Mas i Marquet), en què desitjava ser enterrat al cementiri de Sants amb una làpida que digués: «Aquí descansa el cadáver de José Félix de Avellá y Navarro, dueño que fue de la Torre del Reloj.»
El 1860 es va reordenar la plaça de l'Església (actualment Bonet i Muixí), el que va suposar l'enderrocament de la Torre d'en Llull i la mutilació de la Torre del Rellotge amb l'enderroc d'un cos lateral. Durant molts anys va estar abandonada i se l'anomenava Cal Dimoni perquè la canalla de les rodalies creia que en aquell casalot vell hi vivia un ésser endimoniat.
A la dècada del 1980, la masia va allotjar l'Arxiu Històric de Sants, fins que el 2012 es traslladà a un altre edifici. Des de llavors la gestió és del Centre Cívic Cotxeres de Sants i s'hi fan cursos de jardineria.

## Descripció
Es troba a l'interior d'un recinte tancat amb un jardí al davant i és gairebé invisible des del carrer, situat a una cota tres metres inferior. Consta d'un cos principal i un altre adossat. En origen hi havia un altre cos adossat a l'altra banda del central però aquest va ser enderrocat a l'efectuar la reforma de la plaça Bonet i Muixí (antigament de l'Església).
El cos central consta de planta baixa, un pis i golfes; la teulada és a una vessant i desaigua en la façana principal. Hi ha una sola obertura per pis seguint el mateix eix longitudinal. La de la planta baixa és allindada i de grans dimensions. La del primer pis també es allindanada però té l'ampit motllurat i està emmarcada per un doble marc amb fines columnes amb capitell esculpit i es corona amb un guardapols que es recolza en mènsules decorades amb motius vegetals. A les golfes hi ha una senzilla finestra allindanada. El parament és de carreus regulars.
El cos lateral consta de planta baixa i un pis amb teulada a una vessant que desaigua a la façana lateral. A la planta baixa s'obre la porta que és d'arc de mig punt adovellat i al primer pis hi ha una finestra allindanada. A la façana lateral s'obre una altra finestra allindanada. Aquest cos té el parament de pedra irregular excepte la cantonada i les finestres que són de pedra ben treballada.
A l'interior es conserven els sostres amb bigues de fusta.